# Eiler Hagerup (Jurist)
Eiler Hagerup (* 26. Dezember 1736 in Trondheim; † 19. Mai 1795) war ein norwegischer Jurist.

## Leben
Seine Eltern waren der spätere Bischof von Nidaros Eiler Hagerup d. Ä. (1684–1743) und dessen Frau Anna Cathrine Barhow († 4. Februar 1737). 1774 heiratete er Kristine Marie Schmidt.
1753 begann er sein Studium in Kopenhagen und legte dort 1757 sein theologisches und 1767 das dänisch-juristische Examen ab. Daran schloss sich eine längere Auslandsreise an, erst nach Schweden, im Frühjahr 1763 nach Deutschland, 1764 nach Frankreich, und im Frühling 1765 kehrte er nach Dänemark zurück. 1767 veröffentlichte er die Schrift Om Kjærlighed til Fædrelandet (Über die Liebe zum Vaterland), die ihm zwar großen Erfolg bescherte, aber dazu führte, dass er 1768 in eine Amtmanns-Stelle in Finnmarken abgeschoben wurde. 1771 kehrte er nach Kopenhagen zurück, wo er zum 4. Kommitteret in der neu errichteten „Norwegischen Kammer“ unter dem Finanzkollegium ernannt wurde. Als die Kammer nach Struensees Fall aufgelöst wurde, wurde er 1773 3. Kommitteret in der wieder errichteten General-Zollkammer. 1774 wurde er Justizrat und 1779 Etatsrat. 1790 wurde er Deputierter der Stadt Kopenhagen. Er war Mitglied von „Landhusholdningsselskabet“ (Gesellschaft für bäuerliche Haushalte) und seit 1769 Mitglied von „Det norske Videnskabernes Selskab“ (Norwegische wissenschaftliche Gesellschaft).
Seine Schrift Om Kjærlighed til Fædrelandet war eine Streitschrift gegen die kosmopolitischen Tendenzen der Zeit und weckte wegen seiner scharfen nationalistischen Töne große Aufmerksamkeit. Sie war an den jungen König Christian VII. gerichtet. Hagerup verlangte Respekt für die Sprache und Kultur des Landes und des Volkes und wandte sich gegen den Einsatz von ausländischen (insbesondere deutschen) Beamten durch den Hof und die Regierung und gegen den kosmopolitischen Vaterlandsbegriff Tyge Rothes, Vaterland sei da, wo man sein Leben verbringe, was er zu einem „Vaterland ist, wo es einem gut geht“ (Patria est ubicunque bene) verkürzte. Er forderte, dass die Landsleute ein Vorrecht bei der Stellenbesetzung haben sollten, was sich unmittelbar gegen Struensee richtete. Er wurde so zu einem wichtigen Autor für das im Entstehen begriffene Nation building in Norwegen, das norwegische Nationalgefühl.